# Robert Jubelirer
Robert Carl Jubelirer (* 9. Februar 1937 in Altoona, Pennsylvania) ist ein US-amerikanischer Politiker. Zwischen 2001 und 2003 war er Vizegouverneur des Bundesstaates Pennsylvania.

## Leben
Robert Jubelirer studierte zunächst an der Pennsylvania State University das Fach Geschichte. Nach einem anschließenden Jurastudium an der Dickinson School of Law und seiner Zulassung als Rechtsanwalt begann er in diesem Beruf zu arbeiten. Gleichzeitig schlug er als Mitglied der Republikanischen Partei eine politische Laufbahn ein. Zwischen 1975 und 2006 saß er im Senat von Pennsylvania, dessen amtierender Präsident (President Pro Tempore) er zwischen 1985 und 1992 sowie von 1994 bis 2006 war. Zwischenzeitlich leitete er die dortige republikanische Fraktion.
Nach dem Rücktritt von Gouverneur Tom Ridge, der Minister für innere Sicherheit im Kabinett von Präsident George W. Bush wurde, wurde dessen Vizegouverneur Mark S. Schweiker sein Nachfolger im höchsten Staatsamt von Pennsylvania. Gleichzeitig wurde entsprechend der Staatsverfassung der President Pro Tempore des Staatssenats, Robert Jubelirer, neuer Vizegouverneur. Zwischen 2001 und 2003 beendete er die angebrochene Amtszeit seines Vorgängers. Dabei war er Stellvertreter des Gouverneurs und formalerVorsitzender des Staatssenats. Außerdem leitete er den Begnadigungsausschuss und die Behörde für Notfallplanungen (Emergency Management Agency).
Im Jahr 2006 unterlag Jubelirer in den Vorwahlen seiner Partei bei dem Versuch, erneut für den Staatssenat nominiert zu werden. 2013 strebte er erfolglos einen Sitz im Aufsichtsrat der Pennsylvania State University an. Mit seiner Frau hat er drei Kinder.